# أديل أنتوني
أديل أنتوني (بالإنجليزية: Adele Anthony)‏ هي عازفة كمان أسترالية، ولدت في 1 أكتوبر 1970 في تاسمانيا في أستراليا.

## وصلات خارجية
- أديل أنتوني على موقع ميوزك برينز (الإنجليزية)
- أديل أنتوني على موقع ديسكوغز (الإنجليزية)